# 2022年世界水泳選手権ガイアナ選手団
2022年世界水泳選手権ガイアナ選手団は、2022年6月18日から7月3日までハンガリーのブダペストで開催された第19回世界水泳選手権のガイアナ選手団、およびその競技結果。

## 選手団
- 人員: 選手 2人

## 選手名簿・結果
| 選手                 | 種目           | 予選   | 予選 | 準決勝   | 準決勝   | 決勝     | 決勝     |
| 選手                 | 種目           | 結果   | 順位 | 結果     | 順位     | 結果     | 順位     |
| -------------------- | -------------- | ------ | ---- | -------- | -------- | -------- | -------- |
| レオン・シートン     | 男子50m自由形  | 25秒07 | 70位 | 予選敗退 | 予選敗退 | 予選敗退 | 予選敗退 |
| レオン・シートン     | 男子100m自由形 | 55秒09 | 85位 | 予選敗退 | 予選敗退 | 予選敗退 | 予選敗退 |
| アリエル・ロドリゲス | 女子50m自由形  | 28秒71 | 63位 | 予選敗退 | 予選敗退 | 予選敗退 | 予選敗退 |
| アリエル・ロドリゲス | 女子50m背泳ぎ  | 33秒18 | 37位 | 予選敗退 | 予選敗退 | 予選敗退 | 予選敗退 |